# 망토

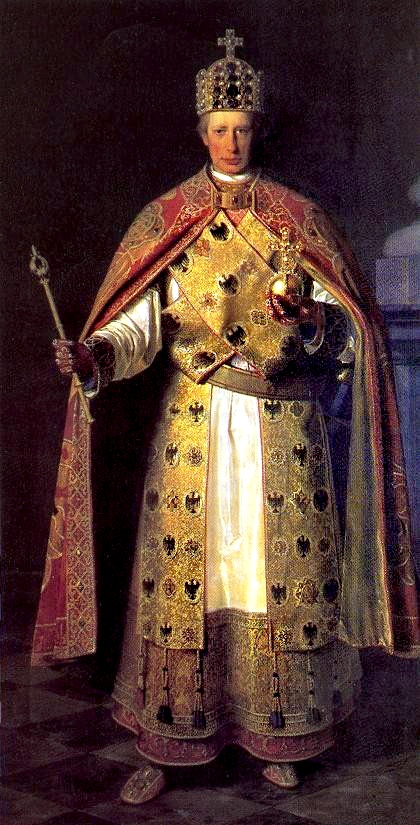
진홍색의 망토를 걸쳐 입은 신성 로마 황제 프란츠 2세

망토(프랑스어: manteau, 영어: Cape, 문화어: 만또)는 외투의 일종으로, 소매가 없어 어깨에 걸치는 외투를 말한다. 현대 프랑스어에서 망토는 외투 전체를 지칭하는 의미로 사용한다. 
현대 한국에서 아동복이나 여성복으로 흔히 착용한다.

## 역사

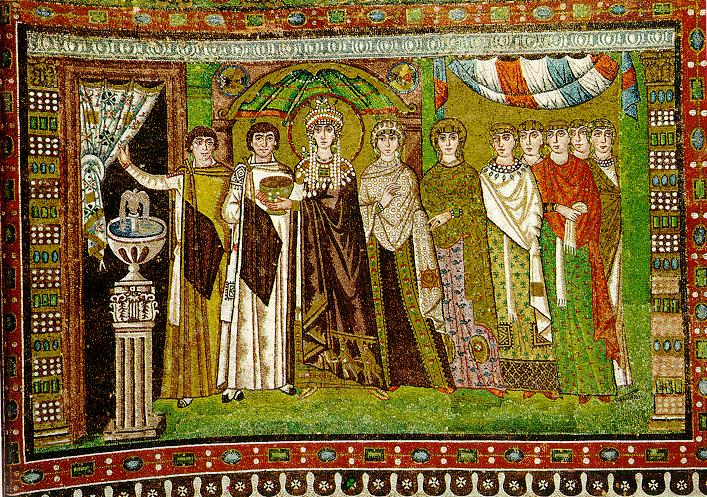
망토를 걸쳐 입은 유스티니아누스 1세 황후 테오도라(할로가 있는 중앙의 사람)와 시종들

망토 역사는 오래되었다. 그 시초는 인간이 수렵을 하고 가죽을 벗겨 모피 등을 방한도구로 입으며 시작했다. 망토와 같은 의복은 세계 각지에 있다. 여기에서는 유럽 지역의 망토 역사를 담는다.
인간이 실을 만들고, 직물을 직조해서 천을 생산하며 다양한 복식이 등장하였다. 그리스나 고대 로마에서 입었던 히마티온이나 파르라 등 네모 옷감을 몸에 감는 단순한 형태부터 토가처럼 어느 정도 재단한 옷감을 몸에 감은 형태도 있었다. 동로마제국이었던 비잔틴 시대에 반원형 또는 사다리꼴로 옷감을 재단해 어깨에 걸쳐 반대쪽 어깨는 비워두는 망토가 등장했다. 특히 유명한 망토는, 이탈리아 라베나의 산비탈레 성당의 모자이크화로 묘사한 황제 유스티니아누스 1세와 그 황후 테오도라 모습이다. 두 명이 입은 옷은 파르다먼트움이라 하는 망토로 보라색 천을 기본으로 했다. 그 망토 옷깃 주위는 보석을 달고, 옷자락 주위는 금사로 화려한 자수를 놓았다.
중세부터 르네상스에 걸쳐 망토는 당시 복식에 매우 중요했다. 특히 지배층에게 망토는 권위를 상징하였다. 더욱 길고, 더욱 화려한 장식을 달았다. 복식 형태는 주로 반원형이며 양어깨를 덮으며 걸쳐 입었다. 가슴 부위에 브로치나 끈을 달았다. 머리부터 걸쳐 입고 가슴 팍으로 둔다, 또는 그대로 휩싸거나, 다른 한쪽의 어깨를 드러내고 몸에 감는 등의 다채로운 바리에이션으로 입게 된다. 르네상스기에 그려진 성모 마리아의 모습에 당시의 여성의 망토의 걸쳐 입는 방법을 볼 수 있다.
산업혁명 이후, 여러 가지 이름을 붙인 망토가 나온다. 니스데일(Nithsdale)은 후드 인화성의 긴 볼륨이 있는 망토인데 니스데일 백작 부인 (en) 으로부터 이름 붙여진 망토이다. 이것은 자신의 남편을 런던 탑으로부터 놓치기 위해서 사용되었기 때문에, 그 이름이 붙었다. 또, 네모진 옷감의 상부에 개더를 대어 개구부를 조절할 수 있도록 끈이 통해진 후드를 붙인 킨세일 클록(Kinsale cloak) 등이 지금 남아 있다.
한층 더 시대가 진행되면 소매포함의 오버코트의 출현으로 보기 힘들어지지만, 예장용의 망토로서 오페라 케이프를 볼 수 있게 된다. 이것은 그 이름과 같이 단장해 오페라 등의 연극구경에 향할 때, 거기에 맞추어서 이용되는 망토인데 안에 입고 있는 드레스에 따라서는 소매포함의 코트를 입을 수 없기 때문에 이용되었다.
오늘로는 별로 볼 수 없게 된 망토이지만, 숄 상태의 망토나 케이프 같은 형태로 볼 수 있다.

## 직업별·신분별

### 비지니스맨의 망토
영국에서는 슈트를 입을 때, 하트 (주로 중절모자) 도 입는 것이 당연하고, 밖에서는 망토도 착용해야 한다. 정장시는 스틱을 한 손으로 든다. 슈트에 가세해 하트, 망토, 스틱을 가지런히 하는 것이 정통으로 여겨진다.
현대의 일본에서는 하트나 망토는 입지 않지만, 동계는 방한을 위해서 망토 대신에 위로부터 외투 (오버코트)를 입는 것이 많다. 지금은 슈트에는 여러 가지 타입이 있지만, 원래 슈트는 조끼를 포함해 일식이며, 베스트 등을 뺀 투피스는 전통적인 것은 아니다.
예장으로도 이용할 수 있다. 망토 외에도 인버네스 코트·케이프·클로크·로브 등이 해당한다.

### 간호사의 망토
구미의 간호학교나 대학의 간호학부의 학생이 대모식 때에 망토를 착용하는 일이 있다. 또, 1960년대까지의 구미의 간호사가 방한벌로서 착용하고 있던 적도 있다.
그 디자인은, 표지가 감색, 안감이 빨강인 경우가 많다. 길이는 슬장정도의 것도 있으면, 과 (복사뼈)까지 가릴 만큼 긴 것도 있다.

### 학생의 망토
일본에서는 제2차 세계대전 전부터 전후에 걸쳐, 구제 중학교나 구제 고등학교, 대학의 학생이, 방한벌로서 착용하고 있었던 적이 있다. 백선모, 굽이 높은 나막신에 흑망토라는 복장은, 밴 컬러 구제 고교생의 상징으로 여겨져 구제 고등학교의 기념상 등에 볼 수 있다. 현재는 학생이 망토를 착용하는 경우는 거의 없다. 1980년대의 한 시기에 오사카부의 시텐노우지 중학교·고등학교에서는 방한벌로서 채용되고 있었다. 또, 졸업식에 착용되는 대학 예복을 망토라고 부르기도 한다.
포르투갈의 대학생이 신입생 환영의 행사나 졸업을 축하하는 행사에서, 대학의 제복인 슈트 위에 망토를 착용하는 일이 있다.

## 현대의 창작 작품에서의 망토
망토는 캐릭터성을 두드러지게 하는 연출적으로 뛰어난 의상으로서 현대의 창작 작품(공연 예술, 영화, 텔레비전 드라마, 소설, 만화, 애니메이션, 게임 등) 안에서 수많은 착용예가 있다. 남성이 몸에 걸친 것은 많지만, 여성이라도 좀처럼 볼 수 없을 정도 희귀한 것은 아니다.

### 망토를 착용한 등장 캐릭터의 경향
전통적 캐릭터
국왕이나 귀족·기사 등, 신분이 높은 인간이 몸에 걸친 경우가 많다. 또, 사실상으로는 망토가 존재하지 않았던 시대·지역을 무대로 하는 작품에서 그 세계에서 특별한 한 사람 등 연출자측이 특히 캐릭터성을 강조하고 싶은 사람에게, 굳이 망토를 걸쳐 입게 하는 일도 있다.
여행자
방한벌로서 착용되는 것 외에 판타지 작품에서는, 마법사나 여행자 등의 망토에는 투명화 등 특수한 능력이 주어지는 일이 있다.
괴도
괴도 루팡 등이 변장하기 위한 소도구로서 사용하는 일이 있다.
마법사
로브 대신에 착용되는 경우가 많다.
초인
슈퍼맨이나 배트맨 등의 초인적 히어로가, 기호적 아이템으로서 착용한 일이 있다. 또, 히어로 이외에도 사람의 지혜를 초월한 힘을 가진 캐릭터가 착용하는 경우도 있다. 악역 등에서 경우가 많은 캐릭터로서는, 뱀파이어 (그 중에서도 특히 드라큘라를 모티프로 한 고전적인 타입) 등에 착용을 볼 수 있어 이중 비행 능력을 가진 캐릭터는 몸을 가리지 않고, 등에 늘어뜨리듯이 착용한 것이 많다. 수퍼꼬마 퍼맨 등을 시작으로 한 일본의 작품에서는, 하늘을 나는 기능을 가진 망토도 많다. 또, 뱀파이어나 악마의 경우, 사악한 정체를 노골적으로 나타냈을 때의 그들의 망토는 박쥐의 날개 주머니 형태의 날개로 바뀌는 일이 많다. 이 외 RPG 등에서 장비품으로서 등장하는 것이 많다.